# Карме (спутник)
Ка́рме (др.-греч. Κάρμη) — нерегулярный естественный внешний спутник Юпитера с ретроградным движением. Открыт в июле 1938 года американским астрономом Сетом Барнсом Николсоном в обсерватории Маунт-Вилсон. Названа в честь мифологической Карме, матери критской богини Бритомартиды.
Спутник получил имя в 1975 году, до этого использовалось обозначение Юпитер XI. В период с 1955 до 1975 года спутник иногда называли «Пан». В настоящее время Паном называется один из спутников Сатурна.
Карме входит в состав так называемой «группы Карме» — группы нерегулярных внешних спутников Юпитера с ретроградным движением, с радиусом орбиты 23—24 миллионов километров и наклонением около 165° (данные на 2000 год).
Элементы орбиты группы постоянно меняются из-за возмущений, вызываемых Солнцем и Юпитером.